# فورد اس-مکس
فورد اس-مکس (Ford S-Max) خودرویی است که از سال ۲۰۰۶ — کنون در بلژیک، چونگ‌کینگ و جمهوری خلق چین تولید شده‌است. طول آن در حالت طبیعی ۴٬۷۷۰ میلیمتر (۱۸۷٫۸ اینچ)، عرض آن در حالت طبیعی ۱٬۸۸۵ میلیمتر (۷۴٫۲ اینچ)، ارتفاع آن در حالت طبیعی ۱٬۶۶۰ میلیمتر (۶۵٫۴ اینچ) و وزن آن در حالت طبیعی ۲٬۳۴۰ کیلوگرم (۵٬۱۶۰ پوند) است.